# Clarksville (Arkansas)
Clarksville és una població dels Estats Units a l'estat d'Arkansas. Segons el cens del 2000 tenia 7.719 habitants.

## Demografia
Segons el cens del 2000, Clarksville tenia 7.719 habitants, 2.960 habitatges, i 1.918 famílies. La densitat de població era de 165,8 habitants/km².
Dels 2.960 habitatges en un 30,6% hi vivien nens de menys de 18 anys, en un 50% hi vivien parelles casades, en un 11,3% dones solteres, i en un 35,2% no eren unitats familiars. En el 30% dels habitatges hi vivien persones soles el 15,6% de les quals corresponia a persones de 65 anys o més que vivien soles. El nombre mitjà de persones vivint en cada habitatge era de 2,43 i el nombre mitjà de persones que vivien en cada família era de 3,01.
Per edats la població es repartia de la següent manera: un 23,9% tenia menys de 18 anys, un 12,5% entre 18 i 24, un 27,3% entre 25 i 44, un 20% de 45 a 60 i un 16,3% 65 anys o més.
L'edat mediana era de 35 anys. Per cada 100 dones de 18 o més anys hi havia 89,2 homes.
La renda mediana per habitatge era de 24.548 $ i la renda mediana per família de 30.758 $. Els homes tenien una renda mediana de 22.052 $ mentre que les dones 19.764 $. La renda per capita de la població era de 16.305 $. Entorn del 16,2% de les famílies i el 20,3% de la població estaven per davall del llindar de pobresa.

## Poblacions més properes
El següent diagrama mostra les poblacions més properes.